# كارلوس غراسي جونيور
كارلوس غراسي (بالبرتغالية: Carlos Gracie Jr.‏) (و. 1956  م) هو رياضي برازيلي، ولد في ريو دي جانيرو.